# Ober-Opfershofen
Ober-Opfershofen (toponimo tedesco) è una frazione del comune svizzero di Bürglen, nel Canton Turgovia (distretto di Weinfelden).

## Storia
Già comune autonomo, nel 1812 è stato aggregato al comune di Opfershofen assieme agli altri comuni soppressi di Krummbach e Uerenbohl; a sua volta Opfershofen nel 1995 è stato aggregato al comune di Bürglen assieme agli altri comuni soppressi di Istighofen e Leimbach, tranne Uerenbohl assegnato al comune di Sulgen.

## Amministrazione
Ogni famiglia originaria del luogo fa parte del cosiddetto comune patriziale e ha la responsabilità della manutenzione di ogni bene ricadente all'interno dei confini della frazione.